# Tai nạn đường sắt Brezno

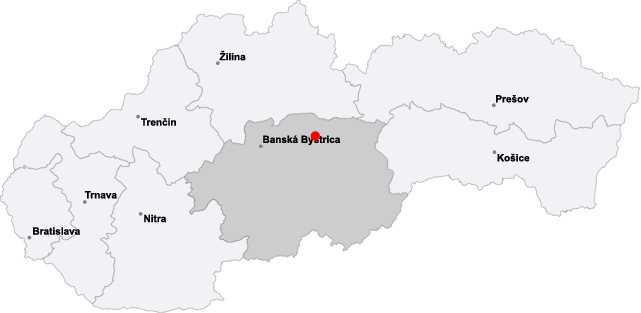
Bản đồ Banská Bystrica (màu xám), Brezno (chấm đỏ)

Tai nạn đường sắt Brezno là một vụ tai nạn đường sắt xảy ra gần Brezno, Slovakia vào ngày 21 tháng 2 năm 2009. Vụ tai nạn xảy ra khi một đoàn tàu tông phải một chiếc xe khách trên một đoạn đường ngang. Tổng cộng có 12 người thiệt mạng và ít nhất 20 người bị thương trong vụ tai nạn này. Những nạn nhân đều trong xe khách và đoàn tàu bị trật bánh cũng như trượt thêm 10 mét. Hiện trường tai nạn nằm gần khu trượt tuyết Polomka Bucnik, đích đến của chuyến xe khách. Vụ tai nạn đã khiến ngày này là Quốc tang thứ ba trong Lịch sử Slovakia.

## Chi tiết
Theo Thông tấn xã Slovakia, vụ tai nạn xảy ra tại một đoạn đường ngang gần Brezno khoảng 9:00 (giờ địa phương). Các quan chức đã nói rằng chiếc xe khách đó đi đến một khu trượt tuyết gần đó. Tổng cộng có 36 hành khách trên xe, họ đều đến từ  Bánovce nad Bebravou, phía Tây của Slovakia. Martina Pavlikova, Đường sắt Slovakia đã nói: "Các trường hợp thiệt mạng, bị thương đều ở trên xe khách, chỉ có một số hành khách trên tàu và họ bị thương không quá nặng". Đoàn tàu hỏa đã đâm vào chiếc xe khách với tốc độ tối đa tại một đường ngang gần Polomka. Đường ngang này chỉ có biển báo "Stop", không có đèn tín hiệu hoặc cần chắn để ngăn các phương tiện qua lại khi có tàu sắp đến. Một số người bị thương nghiêm trọng, hai người bị chấn thương cột sống và phải được đưa tới bệnh viện ở Banská Bystrica bằng máy bay trực thăng, số còn lại được đưa tới bệnh viện ở Brezno.